# Oiron
Oiron és un municipi francès situat al departament de Deux-Sèvres i a la regió de la Nova Aquitània. L'any 2007 tenia 955 habitants.

## Demografia

### Població
El 2007 la població de fet d'Oiron era de 955 persones. Hi havia 340 famílies de les quals 100 eren unipersonals (52 homes vivint sols i 48 dones vivint soles), 112 parelles sense fills, 108 parelles amb fills i 20 famílies monoparentals amb fills.
La població ha evolucionat segons el següent gràfic:
Habitants censats

### Habitatges
El 2007 hi havia 423 habitatges, 346 eren l'habitatge principal de la família, 36 eren segones residències i 41 estaven desocupats. 415 eren cases i 6 eren apartaments. Dels 346 habitatges principals, 291 estaven ocupats pels seus propietaris, 45 estaven llogats i ocupats pels llogaters i 10 estaven cedits a títol gratuït; 15 tenien dues cambres, 44 en tenien tres, 95 en tenien quatre i 192 en tenien cinc o més. 284 habitatges disposaven pel capbaix d'una plaça de pàrquing. A 144 habitatges hi havia un automòbil i a 172 n'hi havia dos o més.

### Piràmide de població
La piràmide de població per edats i sexe el 2009 era:
| Homes | Edats   | Dones |
| ----- | ------- | ----- |
| 8     | 95 o +  | 12    |
| 8     | 90 a 94 | 20    |
| 28    | 85 a 89 | 36    |
| 8     | 80 a 84 | 8     |
| 24    | 75 a 79 | 48    |
| 40    | 70 a 74 | 20    |
| 44    | 65 a 69 | 40    |
| 24    | 60 a 64 | 32    |
| 16    | 55 a 59 | 20    |
| 24    | 50 a 54 | 8     |
| 32    | 45 a 49 | 20    |
| 24    | 40 a 44 | 28    |
| 36    | 35 a 39 | 40    |
| 36    | 30 a 34 | 28    |
| 16    | 25 a 29 | 24    |
| 12    | 20 a 24 | 4     |
| 44    | 15 a 19 | 24    |
| 24    | 10 a 14 | 32    |
| 36    | 5 a 9   | 28    |
| 4     | 0 a 4   | 24    |

## Economia
El 2007 la població en edat de treballar era de 499 persones, 380 eren actives i 119 eren inactives. De les 380 persones actives 354 estaven ocupades (198 homes i 156 dones) i 27 estaven aturades (12 homes i 15 dones). De les 119 persones inactives 44 estaven jubilades, 47 estaven estudiant i 28 estaven classificades com a «altres inactius».

### Ingressos
El 2009 a Oiron hi havia 350 unitats fiscals que integraven 825,5 persones, la mediana anual d'ingressos fiscals per persona era de 16.081 €.

### Activitats econòmiques
Dels 30  establiments que hi havia el 2007, 1 era d'una empresa alimentària, 1 d'una empresa de fabricació d'altres productes industrials, 3 d'empreses de construcció, 9 d'empreses de comerç i reparació d'automòbils, 3 d'empreses de transport, 2 d'empreses d'hostatgeria i restauració, 1 d'una empresa immobiliària, 1 d'una empresa de serveis, 7 d'entitats de l'administració pública i 2 d'empreses classificades com a «altres activitats de serveis».
Dels 7 establiments de servei als particulars que hi havia el 2009, 1 era una oficina de correu, 1 taller de reparació d'automòbils i de material agrícola, 1 paleta, 1 lampisteria, 1 electricista, 1 perruqueria i 1 restaurant.
Dels 3 establiments comercials que hi havia el 2009, 1 era una botiga de menys de 120 m², 1 una fleca i 1 una carnisseria.
L'any 2000 a Oiron hi havia 48 explotacions agrícoles que ocupaven un total de 2.325 hectàrees.

## Equipaments sanitaris i escolars
El 2009 hi havia 1 farmàcia i 1 ambulància.
El 2009 hi havia una escola elemental integrada dins d'un grup escolar amb les comunes properes formant una escola dispersa.

## Poblacions més properes
El següent diagrama mostra les poblacions més properes.